# Cour suprême britannique pour la Chine et le Japon
Pour les articles homonymes, voir Cour suprême.

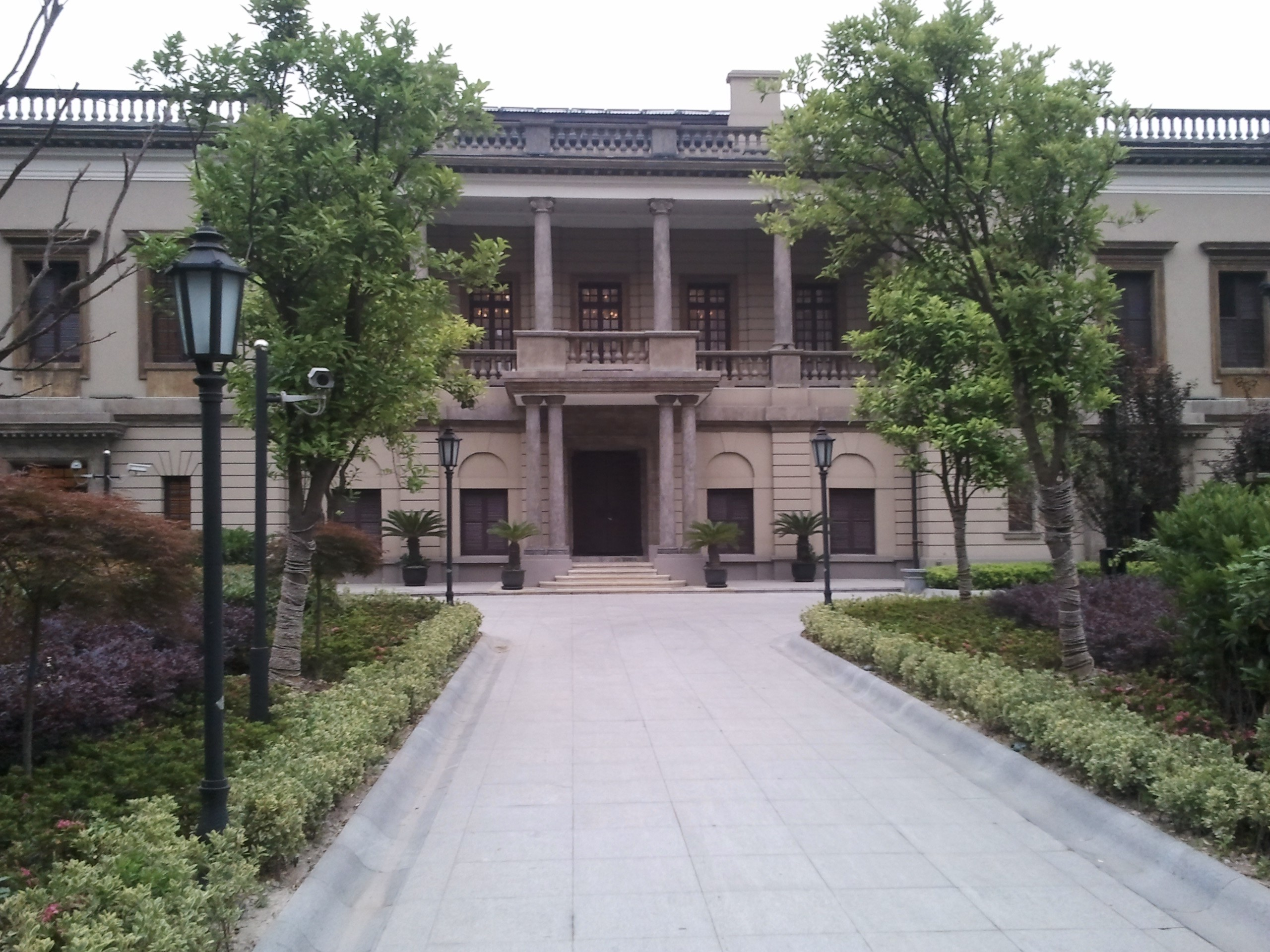
Siège restauré de la Cour suprême britannique pour la Chine et le Japon à Shanghai.

La Cour suprême britannique pour la Chine et le Japon est un tribunal établi en 1865 dans la concession internationale de Shanghai pour juger les citoyens britanniques en Chine et au Japon, puis à partir de 1883, en Corée, selon le principe d'extraterritorialité. La Cour s'occupait également des affaires des tribunaux consulaires de Chine et du Japon et de la Cour britannique pour le Japon qui fut établie en 1879. Elle est définitivement dissoute en 1943.

## Contexte
Le Royaume-Uni obtient des droits d'extraterritorialité en Chine par le traité de Nankin de 1842. Les États-Unis obtiennent les mêmes droits par le traité de Wanghia mais le Royaume-Uni reste la « nation la plus favorisée » par un accord supplémentaire au traité de Nankin. Par la suite, avec le traité de Tianjin signé en 1858 et ratifié en 1860, ces droits sont définitivement assurés. En Corée, le Royaume-Uni obtient des droits d'extraterritorialité en 1883 par le traité anglo-coréen de 1883 (en) signé à Hanyang (ancien nom de Séoul) le 26 novembre 1883.

## Le siège de la Cour
À Shanghai, la Cour siège en premier lieu au consulat britannique (en). De 1865 à 1871, les affaires sont entendues dans les locaux de la Cour du consulat. En 1871, le siège de la Cour suprême est achevé derrière le consulat, en face de la route Yuanmingyuan. En 1913, le bâtiment est agrandi pour ajouter un tribunal de police (au rez-de-chaussée) et une seconde Cour (au premier étage) au sud de la Cour existante. Des pièces de taille identique sont construites au nord pour les locaux du consulat. Le bâtiment existe encore de nos jours.
À Yokohama, la Cour pour le Japon siège au consulat britannique. Le bâtiment est détruit lors du séisme de 1923 de Kantō.
Dans les autres villes où les juges de la Cour se rendaient, ceux-ci siégeaient au consulat britannique ou dans des locaux spécifiques si des affaires d'un grand intérêt public étaient jugées.

## Histoire

### Au Japon
En 1879, en raison de l'intérêt commercial croissant du Royaume-Uni pour le Japon et l'inconvénient occasionné par le fait de devoir juger une affaire de première instance à Shanghai, une Cour pour le Japon est établie à Kanagawa (Yokohama). Cette Cour s'occupe de plus des affaires des tribunaux consulaires du pays. Celles-ci sont examinées par le chef de la justice et le juge de la Cour suprême à Shanghai. Selon les termes du traité de commerce et de navigation anglo-japonais de 1894, le Royaume-Uni renonce à ses droits d'extraterritorialité au Japon avec effet en juillet 1899. La cour pour le Japon juge officiellement sa dernière affaire, qui avait commencé avant juillet 1899, au début de 1900. La Cour suprême est ainsi renommée Cour suprême pour la Chine et la Corée.

### En Corée
Après la signature du traité d'annexion de la Corée en 1910, la péninsule est annexée par le Japon. Le Royaume-Uni perd ainsi automatiquement ses droits d'extraterritorialité et la Cour suprême est renommée Cour suprême pour la Chine.

### En Chine
Dans les années 1920 ont lieu des négociations avec la Chine pour abolir les droits d'extraterritorialité sur son territoire. En 1930 et 1931, après que le Kuomintang a consolidé son contrôle sur la Chine, le Royaume-Uni accepte un accord de principe avec le ministère chinois des Affaires étrangères pour renoncer à ses droits d'extraterritorialité. L'invasion japonaise de la Mandchourie en 1931 puis du nord de la Chine à partir de 1937 laisse l'affaire sans suite. La Cour cesse d'exercer le 8 décembre 1941 lorsque la marine impériale japonaise occupe le siège de Shanghai au premier jour de la guerre du Pacifique. Après neuf mois d'assignation, à domicile ou à l'hôtel Cathay (actuel hôtel de la Paix), les juges et le personnel britannique de la Cour sont évacués vers le Royaume-Uni à bord du SS. Narkunda.
Ce n'est, cependant, qu'en 1943, en pleine Seconde Guerre mondiale, que le Royaume-Uni, sous pression des États-Unis, renonce à ses droits d'extraterritorialité en Chine par un traité signé le 11 janvier 1943 et entré en vigueur le 20 mai 1943. La Cour suprême eut ainsi juridiction sur les citoyens britanniques en Corée pendant 27 ans, au Japon pendant 34 ans et en Chine pendant 78 ans lorsqu'elle est définitivement dissoute en 1943.

## Affaires
La Cour traite des affaires de tous types et applique sans exception les lois britanniques en Chine, en Corée et au Japon. Il y eut des procès pour meurtres devant jurys, des cas de divorce, des disputes commerciales, des revendications de marque déposée, des applications d'habeas corpus et des cas de petit vol. Certaines de ses affaires peuvent être consultées sur le site internet des affaires coloniales de l'université Macquarie. Des rapports de cas officiels peuvent être trouvés dans le North China Daily News (en) qui était le journal officiel des consulats et de la Cour suprême. Des cas d'autres tribunaux consulaires sont aussi consultables dans le North China Daily News.
Parmi les affaires célèbres peut être citée une plainte pour diffamation déposée par le baron von Gumpach contre Robert Hart, 1er baronnet (en), l'inspecteur en chef du service des douanes maritimes de Chine. Une affaire qui sera portée jusqu'au comité judiciaire du Conseil privé en 1873 sous le nom Hart v Gumpach. Le procès d'Ernest Bethel en 1908, propriétaire du Korean Daily News, pour sédition contre le gouvernement japonais de Corée. De même qu'une plainte pour diffamation déposée par ce même Bethel, toujours en 1908, contre le North China Herald. L'application de l'habeas corpus en 1939, au nom de quatre citoyens chinois détenus par des officiels britanniques à Tianjin car condamnés par les autorités japonaises de Chine pour meurtre et le procès, en 1897, à la Cour pour le Japon, d'Edith Carew pour avoir empoisonné son mari à l'arsenic à Yokohama.

## Les juges de la Cour

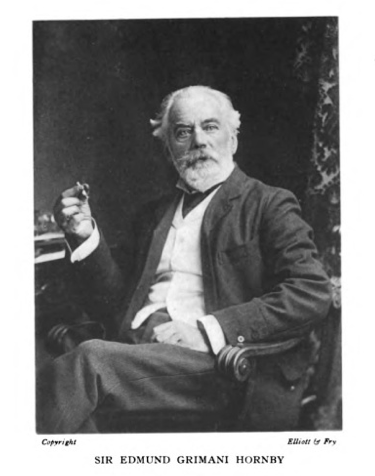
Sir Edmund Hornby

Pendant ses 78 ans d'existence de 1865 à 1943, la Cour a eu 15 juges à plein temps. Ceux-ci venaient de différents lieux de l'empire : Angleterre, Pays de Galles, Écosse, Irlande, îles Vierges britanniques et Afrique du Sud.
La Cour avait toujours deux juges en exercice en permanence. De 1865 à 1878 et de 1905 à 1943, le juge le plus âgé était appelé juge et le plus jeune était appelé juge assistant. Entre 1878 et 1905, le plus âgé était appelé chef de la justice et le plus jeune portait le titre de juge.
Liste des juges
- Edmund Grimani Hornby (en) (Juge de 1865 à 1876) [8]
- Charles Wycliffe Goodwin (Juge assistant de 1865 à 1878) [9]
- George French (judge) (en) (Juge 1877) (Chef de la justice de 1878 à 1881) [10]
- Robert Mowat (en) (Juge 1878-1891) (également juge au Japon de 1891 à 1897)[11]
- Richard Rennie (en)  (Chef de la justice de 1881 à 1891) (également juge au Japon de 1879 à 1881)[12]
- Nicholas John Hannen (en) (Chef de la justice de 1891 à 1900) (également Consul Général de 1891 à 1897) (également juge au Japon de 1881 à 1891)[13]
- George Jamieson  (Juge 1891-1898) (également Consul de 1891 à 1897)[14]
- Frederick Samuel Augustus Bourne (Juge de 1898 à 1905) (Juge assistant de 1905 à 1916) (également Juge de la haute Cour de Weihaiwei de 1903 à 1916)[15]
- Hiram Shaw Wilkinson (en) (Chef de la justice de 1900 à 1905) (également Juge au Japon de 1897 à 1900)[16]
- Havilland de Sausmarez (en) (Juge de 1905à 1921) (également Président de la Cour de Hong Kong de 1912 à 1920)[17]
- Skinner Turner (en)  (Juge assistant de 1916 à 1921)  (Juge de 1921 à 1927)[18]
- Peter Grain (judge) (en) (Juge assistant de 1921 à 1927)  (Juge de 1927 à 1933) (également Juge de la haute Cour de Weihaiwei de 1925 à 1930)[19]
- Gilbert Walter King (Juge assistant de 1927 à 1931)[20]
- Penrhyn Grant Jones (Juge assistant de 1931 à 1943)[21]
- Allan Mossop (en) (Juge de 1933 à 1943)[22]

## Avocats de la Couronne
En 1878, la fonction d'avocat de la Couronne est créée. Elle est identique à celle d'avocat général d'une colonie mais l'avocat de la Couronne n'est pas employé à temps plein. Il n'était pas autorisé à plaider lors des affaires concernant des clients privés. Les six personnes qui tinrent ce poste sont :
- Nicholas John Hannen (en) (1878-1881)
- Hiram Shaw Wilkinson (en) (1881-1897)
- Hiram Parkes Wilkinson (en) (1897-1925) (également Juge à la haute Cour de Weihaiwei (1916-1925))
- Allan Mossop (en) (1925-1933)
- Victor Priestwood (1934-1939)
- John McNeill (1939-1942)

Hiram Parkes Wilkinson est le fils de Hiram Shaw Wilkinson. Les deux cumulés furent avocats de la Couronne pendant quarante-quatre ans.

## Sources
- (en) Cet article est partiellement ou en totalité issu de l’article de Wikipédia en anglais intitulé « British Supreme Court for China » (voir la liste des auteurs).